# صندلی‌بازی (فیلم)
صندلی‌بازی (انگلیسی: Musical Chairs) فیلمی به کارگردانی سوزان سایدلمن است که در سال ۲۰۱۱ منتشر شد. از بازیگران آن می‌توان به لیه پایپس، پریسیلا لوپز و لاورن کاکس اشاره کرد.